# Hit Rádio Portugal
Hit Rádio Portugal ‎‎‎ foi uma rádio que emite em Portugal. O seu único sócio é o presidente do grupo Hit Radio, Younès Boumehdi. A programação musical da rádio é constituída principalmente por pop music internacional e portuguesa, rnb, rap, electro, etc. A rádio começou a emitir no ano de 2015 em Sobral de Monte Agraço, na frequência 106.4 MHz, atingindo os arredores de Lisboa e chegando até 40 km depois da Ponte 25 de Abril, em direção ao Sul. O diretor da programação é Jan Le Bris de Kerne. O grupo Hit Rádio existe desde 2006, tendo como sede a cidade de Rabat, em Marrocos.

## Ligações Externas
- Site da Hit Rádio Portugal
- Site do grupo Hit Rádio